# 映画に毛が3本!
『映画に毛が3本！』（えいがにけがさんぼん）は、漫画家・黒田硫黄による映画評論コラム漫画。『ヤングマガジンアッパーズ』、のち『別冊ヤングマガジン』、『月刊アフタヌーン』（いずれも講談社）で連載された。

## 概要
1ページ内に収めた漫画と短評文から成り、連載時の新作映画を批評する。『ヤングマガジンアッパーズ』にて、榎本俊二『映画でにぎりっ屁!』と1回ずつ交代で連載された。連載は同誌の創刊から休刊まで続き、2003年にはそれぞれが単行本としてまとめられた。単行本未収録の回が10話ほどある。黒田の公認サイトで連載序盤の数回を読むことが出来る。